# Baildon
Baildon è un paese di 15.569 abitanti della contea del West Yorkshire, in Inghilterra.